# Cecil MacIver
Charles Ronald MacIver (conocido como Cecil MacIver; 26 de octubre de 1890-25 de abril de 1981) fue un deportista británico que compitió en vela en la clase 12 Metre. Fue hijo del también regatista Charles MacIver.
Participó en los Juegos Olímpicos de Londres 1908, obteniendo una medalla de plata en la clase 12 Metre.

## Palmarés internacional
| Juegos Olímpicos | Juegos Olímpicos      | Juegos Olímpicos | Juegos Olímpicos |
| Año              | Lugar                 | Medalla          | Clase            |
| ---------------- | --------------------- | ---------------- | ---------------- |
| 1908             | Londres (Reino Unido) | Medalla de plata | 12 Metre         |